# Технологический институт сверхтвёрдых и новых углеродных материалов
Государственный научный центр «Технологический институт сверхтвёрдых и новых углеродных материалов» национального исследовательского центра «Курчатовский институт», ТИСНУМ — научно-исследовательское учреждение, ведущее исследования для создания новых материалов. Расположен в городе Троицк, который был включен в состав Москвы.

## История
Институт был основан в 1995 году как Научно-технический центр «Сверхтвёрдые материалы» (НТЦ СТМ). В 1998 году он был реорганизован в Технологический институт сверхтвёрдых и новых углеродных материалов. В 2024 году институт был передан в ведение национального исследовательского центра «Курчатовский институт».

## Деятельность
Институт обладает технологией получения монокристаллов алмаза весом до 7 карат, не имеющих природных аналогов (особочистых, легированных и полупроводниковых). В настоящее время эта технология внедряется в производство. ТИСНУМ также ведет работы по созданию конструкционных наноматериалов таких систем, как: металл, металл-углерод, углерод-углерод, а также наноструктурированых керамик. Уже получены такие материалы с уникальными механическими свойствами.
В 2021 году на высокосовершенных кристаллах синтетических алмазов типа IIa, выращенных в ТИСНУМ, впервые в мире было получено рекордное значение коэффициента отражения (99% для излучения с энергией 23,7 кэВ).
C применением зеркал из таких синтетических алмазов был создан и успешно испытан рентгеновский лазер на свободных электронах. 